# Louis Joseph Leclercq-Scheppers
Louis Leclercq-Scheppers, né le 28 avril 1758 à Lille et mort en 1812, est un négociant et homme politique français, député au Conseil des Cinq-cents en l'an VI.

## Biographie
Il n'est pas le fils mais le petit-fils de Jean-Baptiste Joseph, marchand grossiste à Lille, bourgeois de Lille par relief du 10 septembre 1728 et de Marie Joseph Delobel, car il est toujours confondu avec son oncle Louis Joseph Scheppers, dont ce sont les parents.
Négociant à Lille avant la Révolution, Leclercq Scheppers comme son oncle se lança dans l'arène politique et devint en janvier 1796 (pluviôse an IV) commissaire du directoire executif auprès de l'administration municipale de Lille. Il est élu député du Nord, au Conseil des Cinq-cents, le 25 germinal an VI. Il ne parut à sa tribune que pour signaler le patriotisme de la ville de Lille et pour faire un rapport favorable à l'établissement d'un octroi à Cambrais. Opposant résistance aux volontés de Bonaparte, il fut au nombre des députés exclus par lui de la représentation nationale à la suite du coup d'État de brumaire.

## Sources
- « Louis Joseph Leclercq-Scheppers », dans Adolphe Robert et Gaston Cougny, Dictionnaire des parlementaires français, Edgar Bourloton, 1889-1891 [détail de l’édition].
- Registre de la paroisse Saint-Maurice de Lille.
- Leclercq-Scheppers Louis dans Lepreux G., Nos représentants pendant la Révolution (1789-1799), 1898, page 164